# Raila Odinga

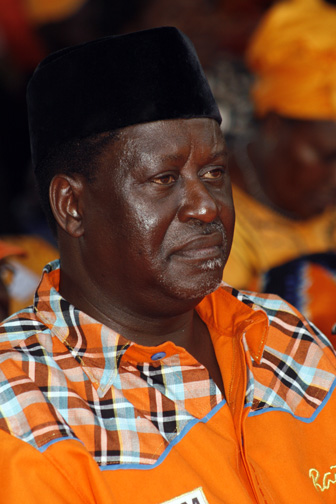
Raila Odinga

Meegedragen portret van Raila Odinga

Raila Amolo Odinga (Maseno (Nyanza), 7 januari 1945) is een Keniaans sociaaldemocratisch politicus. Van 13 april 2008 tot 9 april 2013 was hij premier van Kenia.
Odinga is oprichter en leider van de Orange Democratic Movement (ODM). Tevens is hij een werktuigbouwkundige en beheert hij een eigen ingenieursfirma, Spectra International geheten. Hij behoort tot de etnische groep van de Luo en is de zoon van Jaramogi Oginga Odinga; deze was de eerste vicepresident van Kenia.

## Levensloop
Raila Odinga werd geboren in het ziekenhuis van de Anglican Church Missionary Society in Maseno, district Kisumu, provincie Nyanza, op 7 januari 1945 als zoon van Mary Juma Odinga en Jaramogi Oginga Odinga. Zijn vader diende als de eerste vice-president van Kenia onder president Jomo Kenyatta. Hij behoort tot de Luo etnische groep. Hij ging naar Kisumu Union Primary, Maranda Primary in Bondo en Maranda High School, waar hij studeerde tot 1962, toen hij door zijn vader werd overgeplaatst naar Duitsland.
Toen in 1992 een meerpartijenstelsel in Kenia werd ingevoerd, kwam Odinga in datzelfde jaar in het parlement terecht. In 2002 hielp hij Mwai Kibaki (lid van de stam van de Kikuyu) het presidentschap te verkrijgen. Als dank voor bewezen diensten werd Odinga minister in diens regering. In 2005 kwam daar een eind aan toen Kibaki hem uit zijn regering verwijderde omdat Odinga in een campagne voor een referendum over een nieuwe grondwet zich tegen deze nieuwe grondwet keerde.
Odinga werd leider van de oppositie en richtte de Orange Democratic Movement (ODM) op. Op 27 december 2007 werden er parlementsverkiezingen gehouden. Odinga vond dat hij die verkiezingen had gewonnen maar Kibaki dacht daar anders over en werd opnieuw president. Hierdoor braken er (etnische) onlusten uit. Voormalig VN-secretaris-generaal Kofi Annan probeerde als bemiddelaar deze te beëindigen en een aanvaardbaar politiek compromis te bewerkstelligen. Op 28 februari 2008 kwam dit compromis tot stand. Odinga zou worden benoemd tot premier en in de regering zou een gelijk aantal Luo's worden opgenomen. De feitelijke totstandkoming van de regering kreeg pas zijn beslag op 13 april 2008. De post van premier werd speciaal hiervoor weer in het leven geroepen. De vorige premier was Jomo Kenyatta, die van 1963 tot 1964 als eerste dit ambt bekleedde.
In maart 2013 deed Odinga namens de ODM mee aan de presidentsverkiezingen. Zijn tegenstander Uhuru Kenyatta, kandidaat namens de KANU, versloeg hem echter met 50,07 procent van de stemmen, tegenover 43,31 procent voor Odinga. Deze uiterst krappe meerderheid werd door Odinga meteen aangevochten, maar op 30 maart 2013 legde Odinga zich toch bij de overwinning van zijn tegenstander neer. Het Keniaans Hooggerechtshof bepaalde ook dat Kenyatta een geldige overwinning had behaald.

Op 9 april werd Kenyatta beëdigd als de nieuwe president van Kenia. Op dezelfde datum eindigde Odinga's premierschap.
- Gemeinsame Normdatei: 132226081
- International Standard Name Identifier: 0000 0000 7875 8971
- Library of Congress Control Number: n2004035612
- Nederlandse Thesaurus van Auteursnamen: 320709108
- SNAC: w6g462gx
- Système universitaire de documentation: 112912036
- Virtual International Authority File: 4321389
- WorldCat: E39PBJgHbQtXKcwMbtcHXp4Qbd